# Helmut Alexander (Historiker)
Helmut Alexander (* 1957 in Elsenfeld, Bayern) ist ein deutscher, in Südtirol lebender Historiker.

## Leben
Er studierte ab 1979 Bayerische und Fränkische Landesgeschichte, Neuere Geschichte, Politische Wissenschaft und Philosophie an der Universität Erlangen. Ab 1982 setzte er seine Studien an der Universität Innsbruck fort. 1987 erfolgte die Promotion. Von 1994 bis zu seiner Pensionierung 2017 war er im Fach Wirtschafts- und Sozialgeschichte als Dozent am Institut für Geschichtswissenschaften und Europäische Ethnologie in Innsbruck tätig. 2001 habilitierte er sich für das Fach Wirtschafts- und Sozialgeschichte.
Seine Forschungsschwerpunkte liegen in regionaler Wirtschafts-, Zeit- und Kirchengeschichte sowie biographiegeschichtlichen, industriegeschichtlichen und filmhistorischen Studien. 1990 war er Gründungsmitglied der „Arbeitsgruppe Regionalgeschichte/Gruppo di ricerca per la storia regionale“ in Bozen.

## Preise
- 1994 Förderungspreis des Ludwig-Jedlicka-Gedächtnispreises
- 1996 Förderungspreis des Theodor-Körner-Preises

## Publikationen
- Geschichte, Partei und Wissenschaft. Liberale und demokratische Bewegungen in der Zeit der Restauration und im Vormärz aus der Sicht der DDR-Geschichtswissenschaft. Lang, Frankfurt am Main 1988, ISBN 978-3-631-40805-6.
- Geschichte der Tiroler Industrie. Aspekte einer wechselvollen Entwicklung. Mit einem Beitrag von Claudia Wedekind zur Fabrikarchitektur in Tirol. Hrsg. von der Vereinigung Österreichischer Industrieller Landesgruppe Tirol, Haymon Verlag, Innsbruck 1992, ISBN 3-85218-121-6.
- Der "rote" Bischof. Paul Rusch und Tirol. Aspekte seines sozialen Engagements und gesellschaftspolitischen Selbstverständnisses. Biografie, Studienverlag, Innsbruck-Wien-Bozen 2005, ISBN 978-3-7065-1919-9.
- Die industrielle Entwicklung in Südtirol im 19. und 20. Jahrhundert. Ein Text und Fotodokument der Durst Phototechnik AG, aus Anlass des 65. Geburtstages von Herrn Christof Oberrauch, Präsident der Durst Phototechnik AG, Folio, Wien-Bozen 2006, ISBN 978-3-85256-368-8.
- "Volksheim". Geschichte einer christlichen Bau- und Wohnungsgenossenschaft 1911–2011. Wagner, Innsbruck 2011, ISBN 978-3-7030-0793-4.
- Der Völkl. Johann Huber (1849–1913), Pionier des Eisacktaler Weinbaus, Genossenschaftler und Multifunktionär. Biografie, Weger, Brixen 2014, ISBN 978-88-6563-104-1.

### Herausgeberschaft
- mit Bernhard Kriegbaum: Bischof Paulus Rusch. Wächter und Lotse in stürmischer Zeit. Aufsatzsammlung, Biografie, Gedenkschrift, Verlag Kirche, Innsbruck 2004, ISBN 3-901450-64-5.
- Menschen Regionen Unternehmen. Festschrift für Franz Mathis zum 60. Geburtstag. Aufsatzsammlung, Innsbruck Univ. Press, Innsbruck 2006, ISBN 978-3-902571-00-7.
- Innovatives Tirol. Techniker Erfinder Unternehmer. Geschichte 1918–2006, Industriellenvereinigung Tirol, Innsbruck 2007, ISBN 978-3-200-00986-8.
- Sigismund Waitz. Seelsorger, Theologe und Kirchenfürst. Konferenzschrift, Tyrolia Verlag, Innsbruck 2010, ISBN 978-3-7022-3070-8.

### Mitarbeit
- mit Stefan Lechner, Adolf Leidlmair: Heimatlos. Die Umsiedlung der Südtiroler. Herausgegeben vom Tiroler Landesinstitut (Innsbruck und Bozen), Deuticke, Wien 1993, ISBN 978-3-216-07832-2.
- Schwaz. Der Weg einer Stadt. Stadtgemeinde Schwaz, Ed. Löwenzahn, Innsbruck 1999, ISBN 978-3-7066-2171-7.
- mit Klaus Lugger, Silvia Albrich: Neue Heimat Tirol. 1939–2014. Die Geschichte der „Neuen Heimat Tirol“ 1939–2014. Herausgegeben von der Neuen Heimat Tirol, Haymon Verlag, Innsbruck 2013, ISBN 978-3-7099-7131-4.